# Classique de Wuxi de snooker 2010
Le Classique de Wuxi de snooker 2010 est un tournoi de snooker professionnel se déroulant en Chine. Il a été organisé du 3 au 6 juin 2010 au centre sportif de Wuxi (Wuxi Sports Center). Cette compétition est classée en catégorie non-classée (ne comptant pas pour le classement mondial). 
Elle est remportée par l'Anglais Shaun Murphy qui s'est imposé aux dépens du Chinois Ding Junhui, en remportant les sept dernières manches de la finale, alors qu'il était mené 8 à 2.

## Tableau
|  | Premier tour Au meilleur 9 frames           | Premier tour Au meilleur 9 frames | Premier tour Au meilleur 9 frames |  |  | Quarts de finale Au meilleur des 9 frames             | Quarts de finale Au meilleur des 9 frames   | Quarts de finale Au meilleur des 9 frames |   |                                                       | Demi-finales Au meilleur 11 frames | Demi-finales Au meilleur 11 frames | Demi-finales Au meilleur 11 frames |  |  | Finale Au meilleur 17 frames | Finale Au meilleur 17 frames | Finale Au meilleur 17 frames |
|  |                                             |                                   |                                   |  |  |                                                       |                                             |                                           |   |                                                       |                                    |                                    |                                    |  |  |                              |                              |                              |
|  |                                             |                                   |                                   |  |  |                                                       |                                             |                                           |   |                                                       |                                    |                                    |                                    |  |  |                              |                              |                              |
|  |                                             |                                   |                                   |  |  | Drapeau de l'Irlande du Nord (drapeau du Royaume-Uni) | Mark Allen                                  | 5                                         |   |                                                       |                                    |                                    |                                    |  |  |                              |                              |                              |
|  | Drapeau de Hong Kong                        | Marco Fu                          | 5                                 |  |  | Drapeau de Hong Kong                                  | Marco Fu                                    | 3                                         |   |                                                       |                                    |                                    |                                    |  |  |                              |                              |                              |
|  | Drapeau de la République populaire de Chine | Liang Wenbo                       | 2                                 |  |  |                                                       |                                             |                                           |   | Drapeau de l'Irlande du Nord (drapeau du Royaume-Uni) | Mark Allen                         | 1                                  |                                    |  |  |                              |                              |                              |
|  |                                             |                                   |                                   |  |  |                                                       | Drapeau de l'Angleterre                     | Shaun Murphy                              | 6 |                                                       |                                    |                                    |                                    |  |  |                              |                              |                              |
|  |                                             |                                   |                                   |  |  | Drapeau de l'Angleterre                               | Shaun Murphy                                | 5                                         |   |                                                       |                                    |                                    |                                    |  |  |                              |                              |                              |
|  | Drapeau de l'Écosse                         | Stephen Hendry                    | 5                                 |  |  | Drapeau de l'Écosse                                   | Stephen Hendry                              | 1                                         |   |                                                       |                                    |                                    |                                    |  |  |                              |                              |                              |
|  | Drapeau de la République populaire de Chine | Xiao Guodong                      | 3                                 |  |  |                                                       |                                             |                                           |   |                                                       | Drapeau de l'Angleterre            | Shaun Murphy                       | 9                                  |  |  |                              |                              |                              |
|  |                                             |                                   |                                   |  |  |                                                       | Drapeau de la République populaire de Chine | Ding Junhui                               | 8 |                                                       |                                    |                                    |                                    |  |  |                              |                              |                              |
|  |                                             |                                   |                                   |  |  | Drapeau de la République populaire de Chine           | Ding Junhui                                 | 5                                         |   |                                                       |                                    |                                    |                                    |  |  |                              |                              |                              |
|  | Drapeau du pays de Galles                   | Ryan Day                          | 5                                 |  |  | Drapeau du pays de Galles                             | Ryan Day                                    | 2                                         |   |                                                       |                                    |                                    |                                    |  |  |                              |                              |                              |
|  | Drapeau de la République populaire de Chine | Yu Delu                           | 4                                 |  |  |                                                       |                                             |                                           |   | Drapeau de la République populaire de Chine           | Ding Junhui                        | 6                                  |                                    |  |  |                              |                              |                              |
|  |                                             |                                   |                                   |  |  |                                                       | Drapeau de la République populaire de Chine | Tian Pengfei                              | 0 |                                                       |                                    |                                    |                                    |  |  |                              |                              |                              |
|  |                                             |                                   |                                   |  |  | Drapeau de l'Angleterre                               | Joe Perry                                   | 1                                         |   |                                                       |                                    |                                    |                                    |  |  |                              |                              |                              |
|  | Drapeau de l'Angleterre                     | Mark Selby                        | 3                                 |  |  | Drapeau de la République populaire de Chine           | Tian Pengfei                                | 5                                         |   |                                                       |                                    |                                    |                                    |  |  |                              |                              |                              |
|  | Drapeau de la République populaire de Chine | Tian Pengfei                      | 5                                 |  |  |                                                       |                                             |                                           |   |                                                       |                                    |                                    |                                    |  |  |                              |                              |                              |

## Finale
| Finale au meilleur des 17 manches Arbitre : ,   |                          |                   |
| Shaun Murphy Angleterre                         | 9 - 8 (7 - 4)            | Ding Junhui Chine |
| 1 101                                           | Centuries Meilleur break | 0 75              |
| Shaun Murphy remporte le Classique de Wuxi 2010 |                          |                   |

## Centuries
- 134, 131  Marco Fu
- 129  Mark Selby
- 125, 113, 101, 100  Shaun Murphy
- 108  Ding Junhui